# Трелазе
Трелазе (фр. Trélazé) — коммуна на западе Франции, регион Пеи-де-ла-Луар, департамент Мен и Луара, округ Анже, кантон Анже-7. Пригород Анже, расположен в 6 км к юго-востоку от него, в 5 км от автомагистрали А87. Юго-восточная граница коммуны проходит по реке Отьон.
Население (2020) — 15 056 человек.

## История
Приход Трелазе впервые упоминается в документах XII века. Его территория была разделена между светскими и церковными владениями.
С XV века в Трелазе начали разрабатывать сланцевые карьеры открытым способом. Произведенный здесь сланцевый шифер высокого качества был использован при строительстве многих зданий, в том числе покрытия крыш замка Шамбор. Со временем на территории коммуны было образовано более 30 карьеров. К концу XVII века 250 сланцевых шахт ежегодно производили около 5 миллионов сланцев. К 1766 году на них работало более 600 рабочих. На протяжении нескольких веков добыча сланца осуществлялась вручную: камень поднимался рабочими по длинным лестницам. В 1830 году с появлением паровых машин стало возможным погружаться на глубину до 180 метров под землю, что сделало добычу более опасной.
На протяжении веков условия труда рабочих были очень тяжелыми, они часто получали увечья в результате несчастных случаев. До середины XIX века Трелазе оставался крупным поселком, наполовину рабочим, наполовину крестьянским, о чём напоминают скульптуры, обрамляющие входную дверь мэрии. Развитие сланцевой промышленности с её новыми методами добычи и создание спичечной фабрики в 1864 году потребовали новой рабочей силы. В Трелазе в большом количестве стали прибывать рабочие из Бретани.
Государственный переворот 2 декабря 1851 года, организованный Луи-Наполеоном Бонапартом, положил конец республиканским и демократическим реформам и вызвал серию народных восстаний по всей Франции. В Анжу было образовано тайное общество, поставившее перед собой цель свергнуть режим и восстановить демократическую республику. Это тайное общество привлекало сторонников из числа ремесленников и горнорабочих. 26 августа 1855 года сотни рабочих на сланцевых заводах Трелазе подняли восстание. Беспорядки вспыхнули вечером 26 августа и в соседнем Сен-Бартелеми-д’Анжу. Рабочие разграбили жандармерию, чтобы завладеть оружием. После этого они въехали в предместья Анже, исполняя Марсельезу в знак протеста против Наполеона III и Второй Империи. Восстание оказалось недолгим. Жертв удалось избежать, но были произведены сотни арестов. Лидеры восстания были депортированы в Кайенну.
В июне 1856 года паводок на Луаре вызвал подъём воды в реке Отьон. Вода затопила сланцевые карьеры, в результате чего несколько рабочих погибли, а участок был остановлен на несколько месяцев. После этой катастрофы император Наполеон III посетил Трелазе, чтобы «принести утешение пострадавшим» и попытаться восстановить свой имидж, запятнанный репрессиями 1851 года. По этому случаю глава государства пообещал построить дамбу, которая до настоящего времени защищает коммуну от наводнений.
К 1890 году бретонцы составляли половину рабочей силы в сланцевых шахтах. Владельцы добывающих компаний стремились удержать их, предлагая достойное жилье и заботясь о школьном обучении детей, даже если они могут быть приняты на работу в возрасте от 10 лет. Район их проживания получил название «Маленькая Бретань» с бретонским приходским священником и врачом. К началу XX века поток мигрантов из Бретани сократился, а после Первой мировой войны компании стали нанимать иностранцев, в основном испанцев.
Кризис 1960-х годов нанес сокрушительный удар по промышленности города: последовали массовые увольнения в сланцевых шахтах и закрытие спичечной фабрики, которая в то время занимала первое место в стране по объёму производства. В связи с истощением месторождения группа Imerys в марте 2014 года объявила о прекращении эксплуатации сланцевых шахт.

## Достопримечательности
- Церковь Святого Петра 1840-х годов
- Здание мэрии 1837 года; здание имеет красиво оформленный фасад, подчеркивающий ценности труда: сланцевую промышленность и сельское хозяйство
- Музей сланца, открытый в 1989 году

## Экономика
Структура занятости населения:
- сельское хозяйство — 0,5 %
- промышленность — 5,9 %
- строительство — 7,3 %
- торговля, транспорт и сфера услуг — 43,3 %
- государственные и муниципальные службы — 43,0 %

Уровень безработицы (2019) — 15,3 % (Франция в целом — 12,9 %, департамент Мен и Луара— 11,9 %). 

Среднегодовой доход на 1 человека, евро (2020) — 20 680 (Франция в целом — 22 400, департамент Мен и Луара — 21 790).

## Демография
Динамика численности населения, чел.

## Администрация
Пост мэра Трелазе с 2022 года занимает Ламин Наам (Lamine Naham). На муниципальных выборах 2020 года победил независимый список во главе с действовавшим мэром Марком Гуа, получивший в 1-м туре 54,01 % голосов. После отставки Гуа в январе 2022 года новым мэром города был избран Ламин Наам, до этого занимавший пост первого вице-мэра.
| Период | Период | Фамилия     | Партия                                       | Примечания                                                                                       |
| ------ | ------ | ----------- | -------------------------------------------- | ------------------------------------------------------------------------------------------------ |
| 1971   | 1977   | Робер Ошар  | Разные центристы                             | работник мэрии Анже                                                                              |
| 1977   | 1995   | Жан Бертоле | Коммунистическая партия                      | преподаватель профессионально-технического образования, член Регионального совета Пеи-де-ла-Луар |
| 1995   | 2022   | Марк Гуа    | Социалистическая партия, Вперёд, Республика! | банкир, член Генерального совета департамента, депутат Национального собрания Франции            |
| 2022   |        | Ламин Наам  | Социалистическая партия                      | руководитель предприятия                                                                         |

## Прочее
В Трелазе ежегодно в июле-августе проводится культурный фестиваль, включающий музыкальные представления и выставки современного искусства.

## Галерея

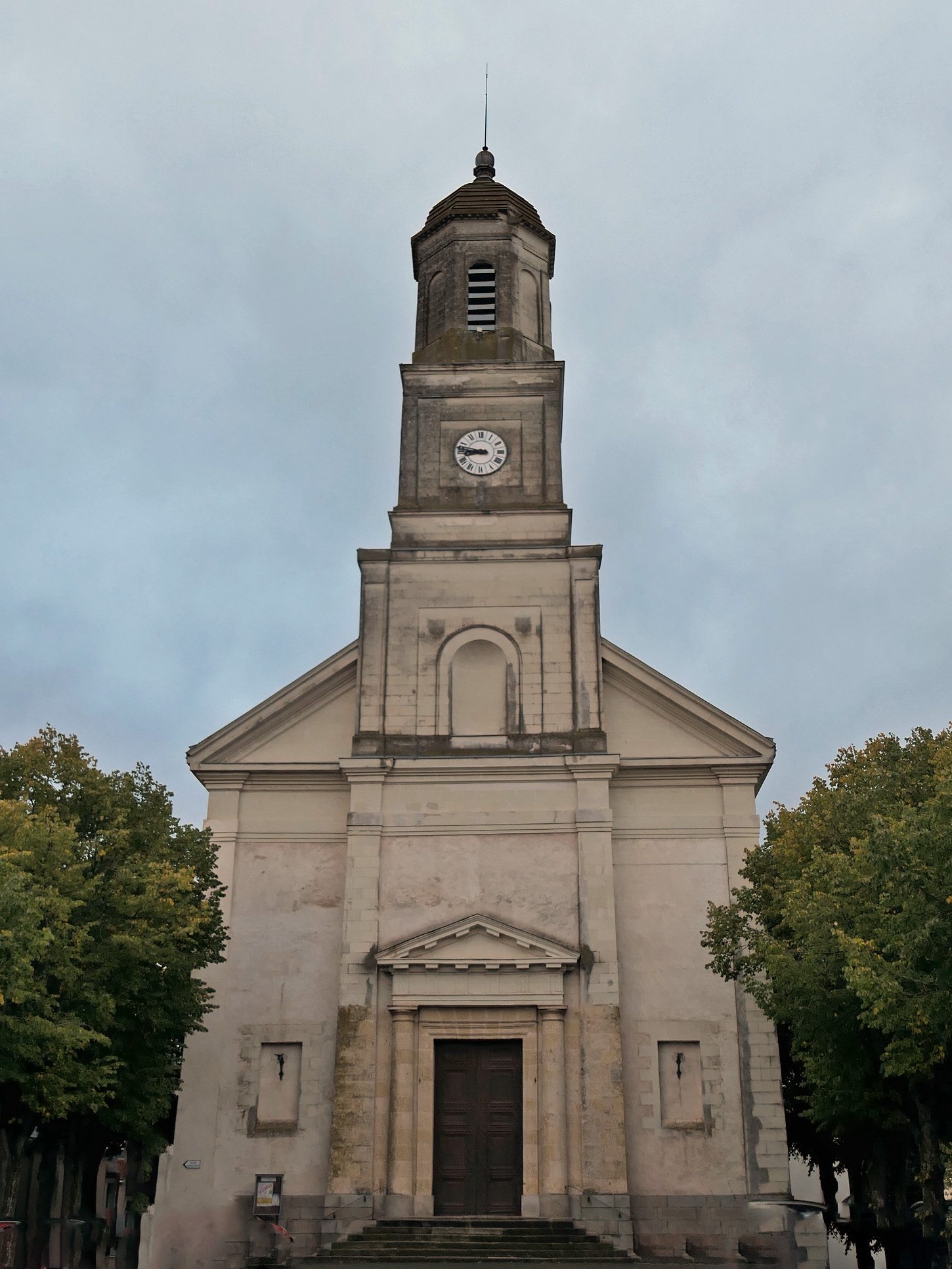
Церковь Святого Петра
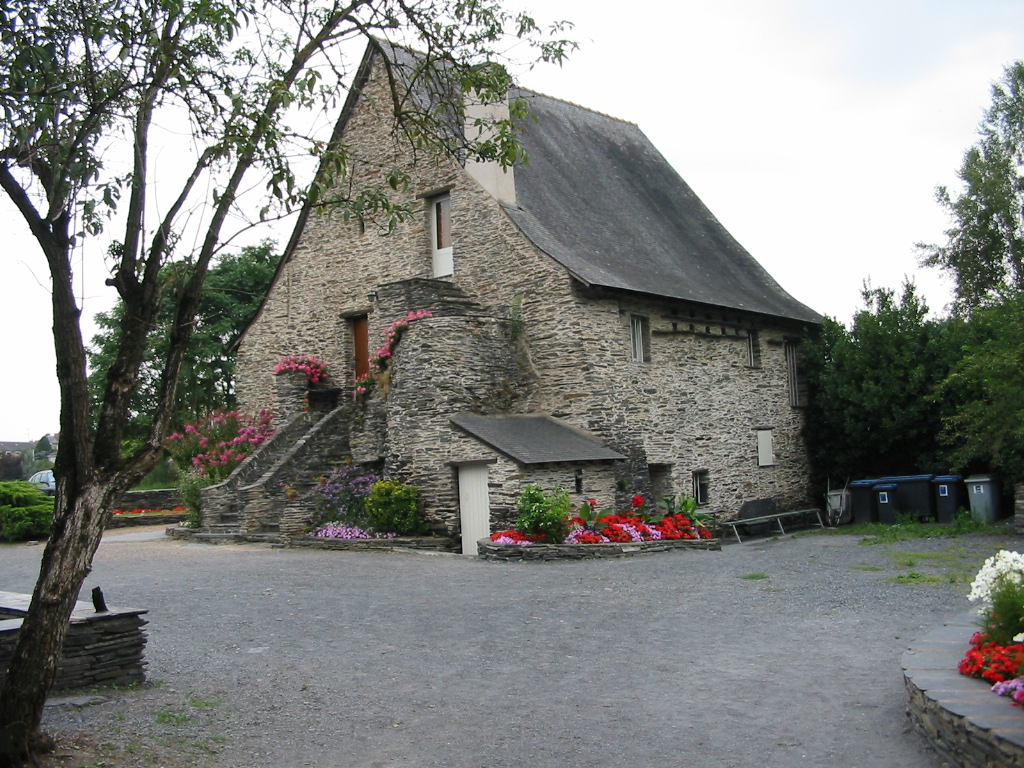
Музей сланца
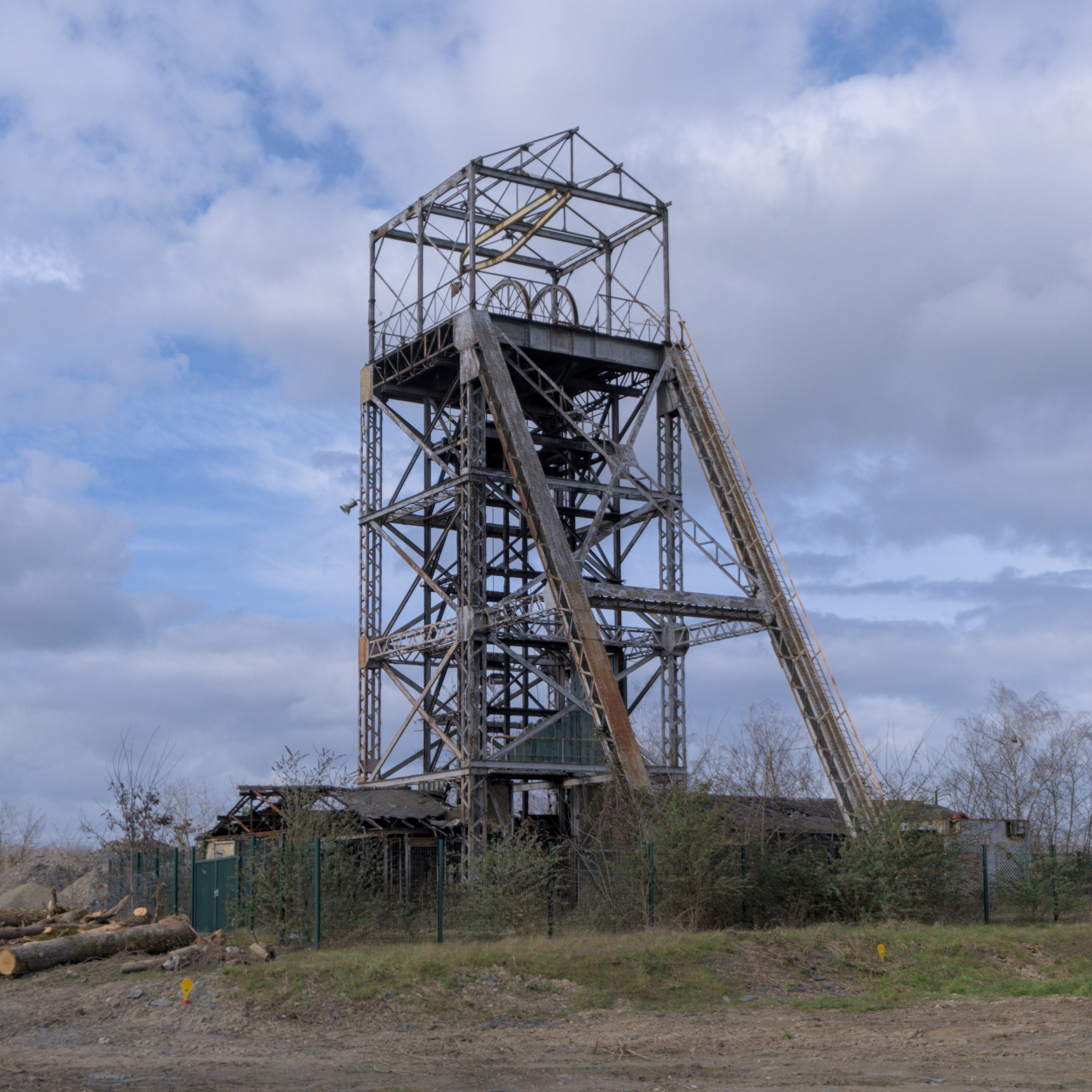
Сланцевая скважина XIX века
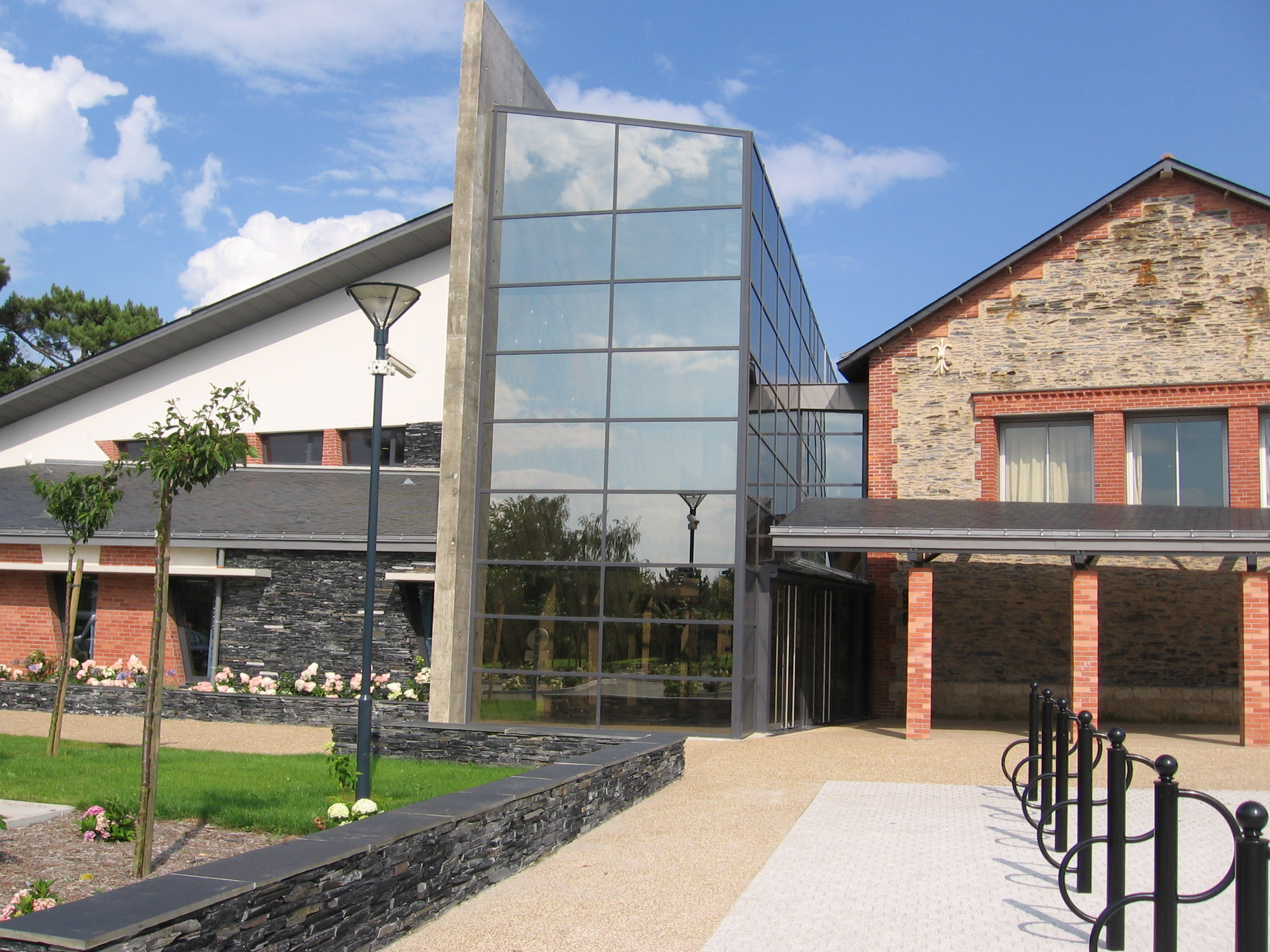
Здание медиатеки